# パトリック・ファイファー
パトリック・ファイファー（Patric Pfeiffer, 1999年8月20日 - ）は、ドイツ・ハンブルク出身のサッカー選手。FCアウクスブルク所属。ポジションはディフェンダー。

## 経歴
ハンブルクに生まれる。ガーナの血を引いている
2019年夏の移籍市場でSVダルムシュタット98に加入した。
2023年6月1日、2027年6月までの契約でFCアウクスブルクに加入した。

### 代表歴
ドイツ代表のほか、ガーナ代表でプレーする権利を有する。2022年7月にはガーナ代表でプレーする意志を示した。